# Portada/efemèride març 2
Karen Carpenter
« 1 de març · 2 de març · 3 de març »